# Кубок наслідного принца Катару 1996
Кубок наслідного принца Катару 1996 — 2-й розіграш турніру. Матчі відбулися з 2 по 9 квітня 1996 року між чотирма найсильнішими командами Катару сезону 1995—1996. Титул переможця змагання виборов клуб Ер-Раян, котрий з рахунком 2:0 переміг у фіналі Аль-Вакра.
| Володар Кубка наслідного принца Катару 1996 |
| ------------------------------------------- |
|                                             |
| Ер-Раян Другий титул                        |

## Формат
У турнірі взяли чотири найуспішніші команди Чемпіонату Катару 1995-1996.
- Чемпіон — «Аль-Арабі»
- Віце-чемпіон — «Ер-Раян»
- Бронзовий призер — «Аль-Вакра»
- 4 місце — «Ас-Садд»

## Півфінали

### Перші матчі
| 2 квітня 1996 |

| Аль-Вакра | 3:2 | Ас-Садд |
| --------- | --- | ------- |
|           |     |         |

|  |

| 3 квітня 1996 |

| Аль-Арабі | 1:1 | Ер-Раян |
| --------- | --- | ------- |
|           |     |         |

|  |

### Повторні матчі
| 5 квітня 1996 |

| Ас-Садд | 1:0 | Аль-Вакра |
| ------- | --- | --------- |
|         |     |           |

|  |

| 6 квітня 1996 |

| Ер-Раян | 2:1 | Аль-Арабі |
| ------- | --- | --------- |
|         |     |           |

|  |

## Фінал
| 9 квітня 1996 |

| Ер-Раян                      | 2:0 | Аль-Вакра |
| ---------------------------- | --- | --------- |
| Аль-Куварі 62' Аль-Еназі 72' |     |           |

| Халіфа, Доха Глядачів: 10 000 |